# Glosjö

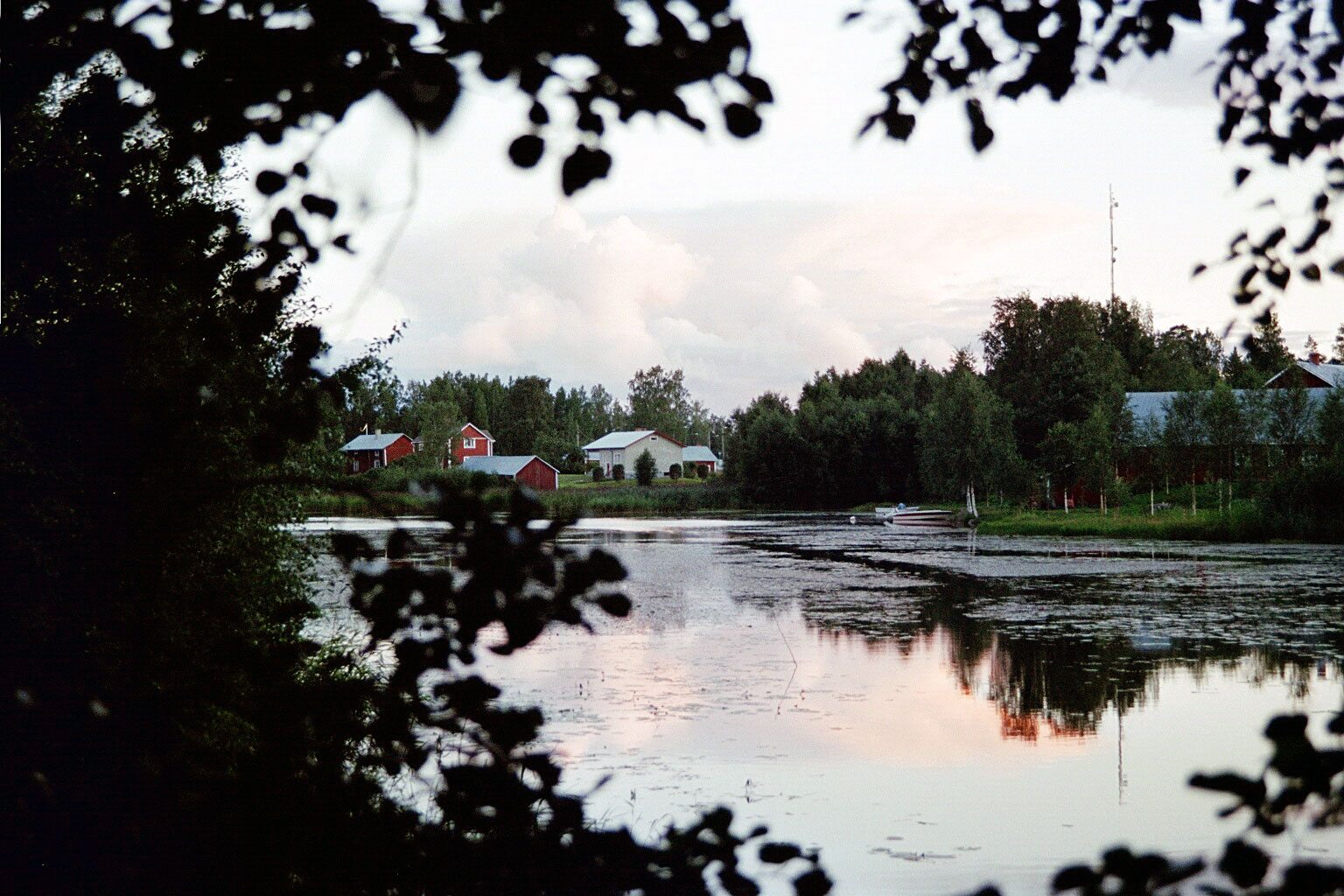
Inre fladan i Maxmo, Finland.

Flador och glosjöar är namn på olika stadier för fenomenet då havsvikar avskiljs från havet i och med landhöjningen. Flador och glosjöar förekommer för det mesta endast i Östersjön i Sverige och Finland. Glosjöar kan vara en bra plats för fågelskådning och sportfiske tack vare en rik tillgång på fisk, insekter och yngel. 
Processen kan delas in i fyra stadier: förstadium, flada, glo och glosjö.

## Förstadium
För att processen mot en glosjö ska starta krävs en havsvik som har någon form av tröskel eller annat hinder som gör att vattenutbytet med havet blir långsamt. I och med landhöjningen blir tröskeln allt grundare och vattenutbytet allt mindre.

## Flada

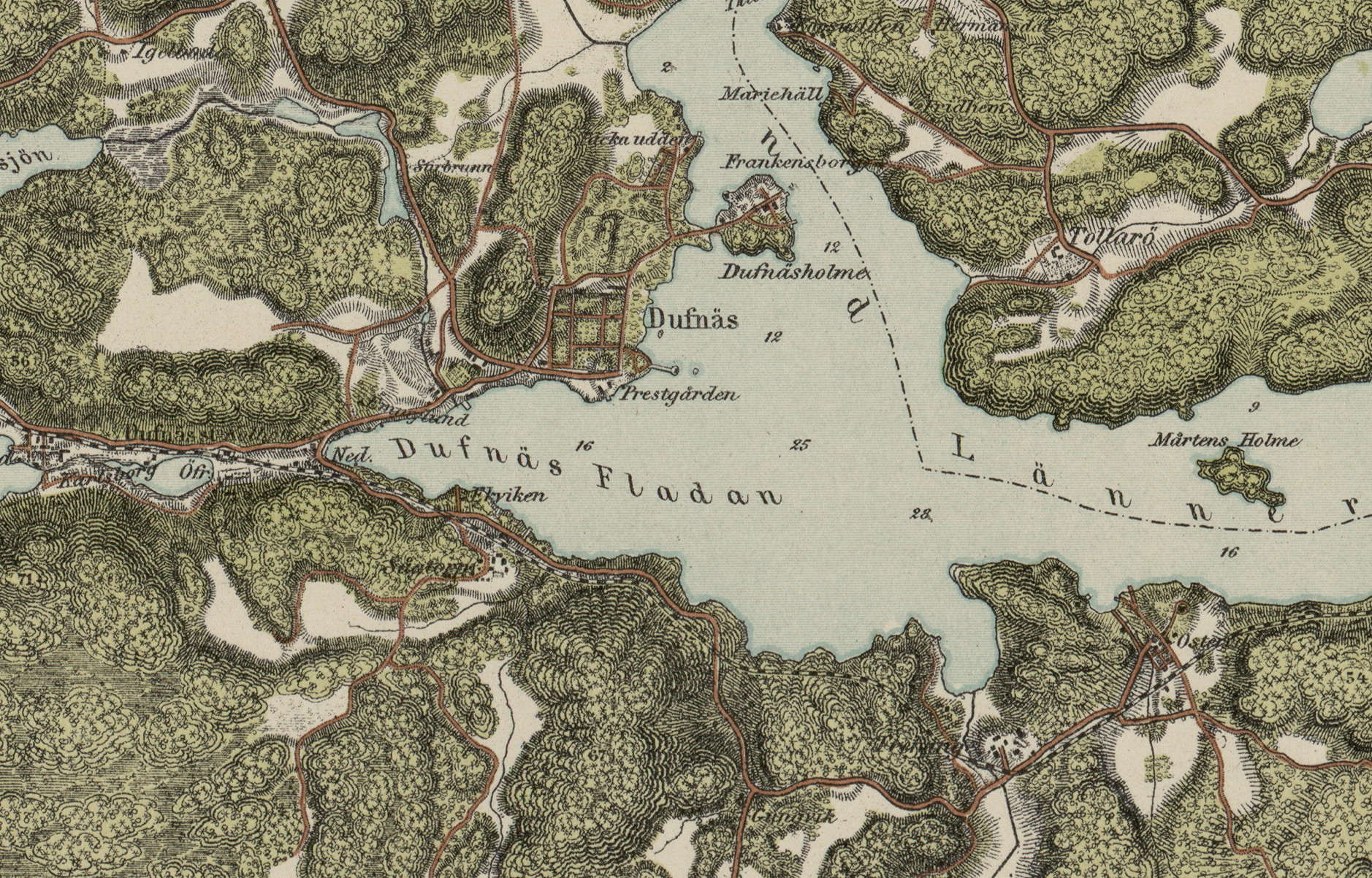
Duvnäs Fladan (Duvnäsviken), 1861.

I det skede som kallas flada (även flad eller flade) står viken ännu i ständig kontakt med havet, men vattenutbytet är mycket långsamt. Oftast hindrar vass och annan vattenväxtlighet ett effektivt vattenutbyte. Bottenvegetationen i flador är oftast mycket artrik. I detta skede brukar människan ofta ingripa genom att muddra tröskeln eller genom att klippa vass och på det sättet hindra fladan från att växa igen.

## Glo
Då fladan definitivt skurits av från havet, det vill säga då tröskeln stigit ovanför havsytan, har ett glo bildats. Havsvatten tränger in i gloet endast vid högvatten eller då höga vågor bildas i stormar. Bottenvegetationen blir glesare och fattigare i detta stadium.

## Glosjö
En glosjö bildas då gloet inte längre har någon kontakt med havet och inte längre får något som helst tillskott av havsvatten. Gloet har därmed bildat en insjö.